# Clasificación de Conmebol para la Copa Mundial de Fútbol Playa FIFA 2009
La clasificación de Conmebol para la Copa Mundial de Fútbol Playa FIFA 2009 se disputó del 11 al 15 de marzo de 2009 en el Estadio Arenas del Plata de la Playa Pocitos, Montevideo, Uruguay. La Confederación Sudamericana de Fútbol (Conmebol) cuenta con tres cupos directos para el campeonato mundial de 2009, disputada en Dubái, Emiratos Árabes Unidos, en noviembre.

## Sistema de disputa
La eliminatoria sudamericana está compuesta de dos rondas. La primera consiste de 2 grupos, de los cuales se clasifican los 2 mejores de cada grupo. En la segunda fase o fase final se disputan las semifinales, el tercer puesto (que define el último cupo) y la final de la competición.

## Equipos participantes
En cursiva, el equipo debutante.
| Equipos participantes | Equipos participantes | Equipos participantes | Equipos participantes |
| --------------------- | --------------------- | --------------------- | --------------------- |
| Argentina             | Brasil                | Chile                 | Ecuador               |
| Paraguay              | Perú                  | Uruguay               | Venezuela             |

## Primera fase

### Grupo A
| Equipo    | Pts | PJ | PG | PG+ | PP | GF | GC | Dif |
| --------- | --- | -- | -- | --- | -- | -- | -- | --- |
| Uruguay   | 6   | 3  | 2  | 0   | 1  | 11 | 5  | 6   |
| Argentina | 6   | 3  | 2  | 0   | 1  | 15 | 9  | 6   |
| Chile     | 6   | 3  | 2  | 0   | 1  | 13 | 13 | 0   |
| Perú      | 0   | 3  | 0  | 0   | 3  | 7  | 19 | -12 |

| Fecha               | Ciudad     | Local     | Resultado | Visitante |
| ------------------- | ---------- | --------- | --------- | --------- |
| 11 de marzo de 2009 | Montevideo | Argentina | 5:6       | Chile     |
| 11 de marzo de 2009 | Montevideo | Uruguay   | 6:1       | Perú      |
| 12 de marzo de 2009 | Montevideo | Argentina | 9:3       | Perú      |
| 12 de marzo de 2009 | Montevideo | Uruguay   | 5:3       | Chile     |
| 13 de marzo de 2009 | Montevideo | Chile     | 4:3       | Perú      |
| 13 de marzo de 2009 | Montevideo | Uruguay   | 0:1       | Argentina |

### Grupo B
| Equipo    | Pts | PJ | PG | PG+ | PP | GF | GC | Dif |
| --------- | --- | -- | -- | --- | -- | -- | -- | --- |
| Brasil    | 9   | 3  | 3  | 0   | 0  | 26 | 4  | 22  |
| Ecuador   | 6   | 3  | 2  | 0   | 1  | 17 | 15 | 2   |
| Paraguay  | 3   | 3  | 1  | 0   | 2  | 8  | 14 | -6  |
| Venezuela | 0   | 3  | 0  | 0   | 3  | 10 | 28 | -18 |

| Fecha               | Ciudad     | Local     | Resultado | Visitante |
| ------------------- | ---------- | --------- | --------- | --------- |
| 11 de marzo de 2009 | Montevideo | Venezuela | 4:6       | Paraguay  |
| 11 de marzo de 2009 | Montevideo | Brasil    | 8:3       | Ecuador   |
| 12 de marzo de 2009 | Montevideo | Venezuela | 6:12      | Ecuador   |
| 12 de marzo de 2009 | Montevideo | Brasil    | 8:1       | Paraguay  |
| 13 de marzo de 2009 | Montevideo | Paraguay  | 1:2       | Ecuador   |
| 13 de marzo de 2009 | Montevideo | Brasil    | 10:0      | Venezuela |

## Fase final

### Cuadro general
|  | Semifinales         | Semifinales         |    |                     | Final               | Final |  |
|  |                     |                     |    |                     |                     |       |  |
|  |                     |                     |    |                     |                     |       |  |
|  | 14 de marzo de 2009 |                     |    |                     |                     |       |  |
|  | Uruguay             | 6                   |    |                     |                     |       |  |
|  | Ecuador             | 2                   |    |                     |                     |       |  |
|  |                     |                     |    |                     |                     |       |  |
|  |                     |                     |    |                     | 15 de marzo de 2009 |       |  |
|  |                     |                     |    |                     | Uruguay             | 1     |  |
|  |                     | Brasil              | 10 |                     |                     |       |  |
|  |                     |                     |    |                     |                     |       |  |
|  |                     |                     |    |                     |                     |       |  |
|  |                     |                     |    |                     | Tercer puesto       |       |  |
|  | 14 de marzo de 2009 | 14 de marzo de 2009 |    | 15 de marzo de 2009 | 15 de marzo de 2009 |       |  |
|  | Brasil              | 3                   |    | Ecuador             | 8                   |       |  |
|  | Argentina           | 1                   |    |                     | Argentina (pr.)     | 9     |  |

### Semifinales
| Fecha               | Ciudad     | Local   | Resultado | Visitante |
| ------------------- | ---------- | ------- | --------- | --------- |
| 14 de marzo de 2009 | Montevideo | Brasil  | 3:1       | Argentina |
| 14 de marzo de 2009 | Montevideo | Uruguay | 6:2       | Ecuador   |

### Tercer lugar
| Fecha               | Ciudad     | Local     | Resultado | Visitante |
| ------------------- | ---------- | --------- | --------- | --------- |
| 15 de marzo de 2009 | Montevideo | Argentina | 9:8 (pr.) | Ecuador   |

### Final
| Fecha               | Ciudad     | Local   | Resultado | Visitante |
| ------------------- | ---------- | ------- | --------- | --------- |
| 15 de marzo de 2009 | Montevideo | Uruguay | 1:10      | Brasil    |

| Bandera de Brasil           |
| Campeón Brasil (4.º Título) |

## Equipos clasificados
| Bandera de Brasil | Bandera de Uruguay | Bandera de Argentina |
| Brasil            | Uruguay            | Argentina            |
| ----------------- | ------------------ | -------------------- |